# Nerax cockerellorum
Nerax cockerellorum là một loài ruồi trong họ Asilidae. Nerax cockerellorum được James miêu tả năm 1953. Loài này phân bố ở vùng Tân nhiệt đới.